# Antonio Guarasci
Antonio Guarasci (Rogliano, 7 maggio 1918 – Polla, 2 ottobre 1974) è stato un politico italiano.

## Biografia

### I primi anni e la carriera scolastica
Antonio Guarasci era il secondo di sei fratelli, nato a Rogliano da Luigi Guarasci e Luigina De Rose. Dopo gli studi elementari, nel 1930 si iscrisse al ginnasio di San Demetrio Corone, mentre due anni dopo frequentò il liceo classico "Bernardino Telesio" di Cosenza (scuola alla quale avrebbe ceduto per testamento la sua biblioteca privata). Nel 1940, con l'entrata in guerra dell'Italia, dopo aver conseguito il diploma, Guarasci fu coscritto nell'esercito e inviato in Africa; qui, nel 1942, partecipò alla battaglia di El Alamein contro le armate del Regno Unito, venendo fatto prigioniero e successivamente trasferito in un campo di prigionia a Seattle, negli Stati Uniti d'America.
Qui incontrò molti antifascisti (oltre al padre della sua futura moglie Gertrude Buffone, che avrebbe sposato nel 1948) e imparò la lingua inglese, al fine di poter comunicare con le autorità militari del campo e con la famiglia in Calabria. Tornato in Italia nel 1946, Guarasci aderì alla nascente Democrazia Cristiana, completando allo stesso tempo i suoi studi all'Università di Roma, dove si laureò in filosofia. Quindi iniziò la carriera scolastica che lo portò ad insegnare in vari istituti della provincia cosentina, come a Luzzi e alla scuola magistrale "Lucrezia della Valle" a Cosenza, oltre che al Liceo classico cosentino "Bernardino Telesio" (dove insegnò storia e filosofia dal 1955 al 1969), per poi passare all'insegnamento universitario, divenendo professore di Storia contemporanea all'Università di Lecce e a quella di Salerno.

### Attività politica
Uomo di vasta cultura e di profonda conoscenza storica, Antonio Guarasci si dedicò con passione e impegno alla politica fin dalla sua entrata nella Democrazia Cristiana, militando nella corrente interna della "sinistra di base" e ricoprendo varie cariche: fu consigliere provinciale di Rogliano dal 1952, assessore provinciale alla cultura e all'assistenza dal 1956 al 1960, e assessore provinciale ai Lavori pubblici dal 1960 al 1962. In questa veste iniziò il percorso e la progettazione dell'edilizia scolastica a Cosenza.
Nel 1962 Guarasci venne eletto presidente della provincia di Cosenza:
 ciò rappresentò una novità, in quanto la sua fu la prima amministrazione provinciale di centrosinistra nel Mezzogiorno, seguita solo da quelle di Milano e di Genova. Durante la sua presidenza, la provincia cosentina realizzò numerose opere di edilizia pubblica: il grande complesso scolastico di via Popilia a Cosenza (che racchiude Liceo classico, istituto tecnico commerciale e industriale) e il finanziamento di un ospedale psichiatrico a Cosenza. Dal 1963, inoltre, il politico calabrese iniziò a battersi per l'istituzione a Cosenza di un polo universitario, il primo della regione, che sarebbe stato inaugurato nel 1972 con il nome di Università della Calabria. Guarasci tornò alla presidenza provinciale nel 1967, dopo un intermezzo come assessore alla programmazione nel 1964, ribadendo la necessita della Calabria di avviare un rapido processo di industrializzazione.
Nel 1970, con l'istituzione degli enti regionali, Guarasci venne eletto consigliere nella neonata assemblea della Regione Calabria, di cui divenne il primo presidente. Dovette subito affrontare le conseguenze dello spostamento del capoluogo regionale da Reggio Calabria a Catanzaro, fatto che portò allo scoppio dei Fatti di Reggio, durati circa un anno, che portarono infine all'emanazione del cosiddetto "Pacchetto Colombo", un compromesso governativo che tentò di placare gli animi confermando il capoluogo della Regione a Catanzaro, ma concedendo a Reggio la sede del Consiglio regionale e la creazione di un'acciaieria a Gioia Tauro, di un impianto petrolchimico a Saline Joniche e dell'Università della Calabria a Cosenza.
Malgrado questi difficili inizi, Guarasci si dimostrò un abile politico: nel governo della Regione cercò la massima convergenza con gli altri partiti che componevano l’assemblea, cercando di valorizzare i rapporti tra consiglio e giunta, tenendo, però, ben distinta la dimensione politico-direzionale e il momento amministrativo-esecutivo. In questo contesto si inserì la volontà di Guarasci di sostenere un rilevante processo di modernizzazione degli apparati tecnico-scientifici, ma anche di quelli istituzionali ed economici calabresi: l'esito più evidente di questo processo di modernizzazione fu l’incremento, nel primo quinquennio degli anni Settanta, degli investimenti e delle occupazioni in Calabria. Durante la sua presidenza furono inoltre incentivate le politiche a favore della scuola, della sanità locale e dei collegamenti viari, per far uscire molti territori dal forte isolamento interno che li caratterizzava.
A livello culturale, l’impegno di Guarasci contribuì ad arricchire e innovare gli studi storici in Calabria, come dimostravano i suoi contributi su don Carlo De Cardona e il movimento cattolico, sul Risorgimento e sulla questione meridionale.
Il 2 ottobre 1974, mentre era in viaggio verso Roma per salvare il posto di lavoro di 2000 operai di Cetraro, Antonio Guarasci morì in un tragico incidente stradale sulla Salerno-Reggio Calabria, nei pressi di Polla (SA), a soli 56 anni. È stato il primo presidente della Regione Calabria a non terminare il mandato, poiché morto mentre era ancora in carica; una situazione che non si è ripresentata fino al 15 ottobre 2020, quando la presidente, Jole Santelli, in carica da otto mesi, è morta a causa di una emorragia cerebrale.
In sua memoria, nel 1983 è stata creata una fondazione che porta il suo nome a Cosenza, mentre gli sono state intitolate numerose vie e piazze in molti centri della Regione.

## Opere principali
- Umberto Caldora, Antonio Guarasci, (a cura di), La Cassa di Risparmio di Calabria e di Lucania. Primo centenario 1861-1961, Tip. San Giuseppe, Roma 1961.
- Carlo De Cardona e il movimento cattolico a Cosenza, 1898-1906, in Atti del 2º Congresso Storico Calabrese (Catanzaro-Cosenza, 1960), Fausto Fiorentino, Napoli 1961, pp. 653–674.
- La Sila nel Risorgimento: 1790-1847, «Quaderni di cronache calabresi», Cosenza 1968.
- La questione meridionale e la Calabria nella cultura italiana dell’ultimo secolo, MIT, Cosenza 1969.
- Politica e società in Calabria dal Risorgimento alla Repubblica. Il Collegio di Rogliano, Frama’s, Chiaravalle Centrale 1973.
- La Calabria nell’età della Restaurazione, in Atti del 47º Congresso di storia del Risorgimento italiano (Cosenza 15-19 settembre 1974), Istituto per la storia del Risorgimento italiano, Roma 1974.
- La Calabria in età contemporanea: ricerche e studi, a cura di Pietro Borzomati, Daga, Roma, 1985.
- Popolarismo Meridionalismo Regionalismo, a cura di Pietro Rende, Daga, Roma 1988.
- Opera Omnia. Scritti storici, politici e di cultura, a cura di Giuseppe Trebisacce, 2 Volli, Jonia editrice, Cosenza 2017.